# تل سلور
تل سلور (بالكردية: Tilsilor‏) هي قرية سوريّة تتبع إداريّاً لمحافظة حلب منطقة عفرين ناحية جنديرس. بلغ تعداد سكانها 533 نسمة حسب التعداد السكاني لعام 2004، و735 نسمة حسب قيود السجل المدني لنهاية عام 2005.